# دهستان کیلا
دهستان کیلا (به لاتین: Keila Parish) یک دهستان در استونی است که در شهرستان هاریو واقع شده‌است.

## خصوصیات
دهستان کیلا ۱۷۸٫۹۷ کیلومترمربع مساحت و ۳٬۹۹۵ نفر جمعیت دارد.